# Ibrahim Hesar
Ibrahim Fares Hesar (en árabe: إِبْرَاهِيم فَارِس حِصَار‎; Villa Ascasubi, Argentina; 15 de noviembre de 1993) es un futbolista argentino-sirio que juega de centrodelantero o extremo y su actual equipo es el Zakho SC de la Liga Premier de Irak. Desde 2023, es internacional con la selección de Siria.

## Selección nacional
El 3 de octubre de 2023 el futbolista fue citado por Héctor Cúper a la selección de Siria. Integra plantilla en la Copa Asiática.

### Competencias internacionales
| Competición        | Sede  | Resultado        | PJ. | Anotado | A. |
| ------------------ | ----- | ---------------- | --- | ------- | -- |
| Copa Asiática 2023 | Catar | Octavos de final | 4   | 0       | 1  |

### Goles
| # | Fecha              | Oponente   | Gol   | Resultado | Competición |
| - | ------------------ | ---------- | ----- | --------- | ----------- |
| 1 | 5 de enero de 2024 | Kirguistán | 1 - 0 | 1 - 1     | Amistoso    |
| 2 | 8 de enero de 2024 | Malasia    | 2 - 2 | 2 - 2     | Amistoso    |

## Clubes
| Club                      | País      | Año        |
| ------------------------- | --------- | ---------- |
| Belgrano                  | Argentina | 2014-2016  |
| Tiro Federal Morteros     | Argentina | 2016-2017  |
| Estudiantes de Río Cuarto | Argentina | 2018-2021  |
| Belgrano                  | Argentina | 2021-2023. |
| Foolad FC                 | Irán      | 2024       |
| → Zakho SC                | Irak      | 2024-      |

## Palmarés
| Título           | Club     | País      | Año  |
| ---------------- | -------- | --------- | ---- |
| Primera Nacional | Belgrano | Argentina | 2022 |